# Orpington (gallina)
La Orpington es una raza de gallina de origen británico. Fue criada a finales del siglo XIX por William Cook de Orpington, Kent, en el sureste de Inglaterra. Tenía la intención de ser una raza de doble propósito, para ser criada tanto para huevos como para carne, pero pronto se convirtió exclusivamente en un ave de exhibición.

## Historia
La Black Orpington original fue criada por William Cook en 1886 cruzando Minorcas, Langshans y Plymouth Rocks para crear una nueva ave híbrida. Cook seleccionó un ave negra que se exhibiría bien al ocultar la suciedad y el hollín de Londres. Cuando la raza se exhibió en Madison Square Garden en 1895, su popularidad se disparó.
Los colores originales son negro, blanco, dorado y azul. Aunque hay muchas variedades adicionales reconocidas en todo el mundo, sólo los colores originales son reconocidos por el Estándar Americano, siendo el dorado el color más común. A principios del siglo XX, Herman Kuhn de Alemania desarrolló una variedad Bantam. El gallo conserva la apariencia del ave de tamaño completo, pero en un tamaño más pequeño. Hay una gran variedad de colores en la versión Bantam, que incluyen negro, azul con cordones, blanco, beige, rojo, beige con cordones, dorado de Columbia y birchen. El gallo conserva la personalidad amistosa de la raza estándar y rara vez o nunca vuela.
En el Reino Unido, el club dedicado a la raza es el Orpington Club, que se fusionó con el Orpington Bantam Club en 1975. El United Orpington Club es el club de criadores estadounidense, y el Orpington Club of Australia es el club australiano para la raza.